# Aït Toudert
Aït Toudert è un comune dell'Algeria, situato nella provincia di Tizi Ouzou.